# (35072) 1989 TX6
1989 TX6 (asteroide 35072) é um asteroide da cintura principal. Possui uma excentricidade de 0.22153910 e uma inclinação de 3.73358º.
Este asteroide foi descoberto no dia 7 de outubro de 1989 por Eric Walter Elst em La Silla.